# シャルルロワ
シャルルロワ（フランス語: Charleroi [ʃaʁləʁwa]、ワロン語: Tchålerwè [tʃɑːlɛʀwɛ]）は、ベルギー南部ワロン地域エノー州の都市。2008年1月1日現在で人口は201,593人であり、ワロン地域最大、ベルギー第4の都市である。都市圏人口は約50万人。工業地帯として鉄鋼、ガラス、化学、電機を中心に発展している。
日本語表記では他にシャルレロワ、シャルルロア、シャールロア、シャルロア、シャルロワ、シャルルワなどが用いられることもある。

## 歴史
シャルルロワの名前は、南ネーデルラントの君主でもあったスペイン王カルロス2世にちなむ（Charles roi：フランス語でシャルル（カルロスのフランス語形）＋王）。
フランス革命の恐怖政治の時代には、非キリスト教化運動の影響でシャルルロワはシャールリーブル（Char libre : 自由の戦車）に改称させられた。

## 交通
- 市街地より約7km北にシャルルロワ空港が存在する。同空港は格安航空会社のライアンエアーの主要な拠点となっている。
- ベルギー国鉄の運行する列車が周辺の都市との間を連絡している。シャルルロワ南駅からブリュッセル南駅までインターシティ（IC）で約1時間。また、市内ではワロン地域交通公社（英語版）の運営するライトレールが運行されている。

## スポーツ
- シャルルロワSC - サッカークラブ

## 姉妹都市
- 姫路市、日本
- ピッツバーグ(Pittsburgh)、アメリカ合衆国
- シャーレロイ(Charleroi)、アメリカ合衆国
- イルソン(Hirson)、フランス
- サンジュニアン(Saint-Junien)、フランス
- シュランベルク(Schramberg)、ドイツ
- ヴァルトキルヒ(Waldkirch)、ドイツ
- マノッペッロ(Manoppello)、イタリア
- カザラーノ(Casarano)、イタリア
- フォッローニカ(Follonica)、イタリア
- ドネツィク(Donetsk)、ウクライナ

## 出身者
- シャンタル・ムフ - 政治学者
- ジョルジュ・ルメートル - カトリック司祭、宇宙学者
- アンドレ・スーリー - 作曲家
- エロワ・ムランベール - 自転車競技選手
- アンリ・ジョルジュ - 自転車競技選手
- マリー＝イザベル・ロンバ - 柔道家
- シルヴィオ・プロト - サッカー選手